# Homburg (Saar) Hauptbahnhof
Homburg (Saar) Hauptbahnhof – bis 1923 Homburg (Pfalz) – ist der zentrale Personen- und Betriebsbahnhof der saarländischen Kreisstadt Homburg. Der Durchgangsbahnhof mit vier Bahnsteigen und sieben Bahnsteiggleisen liegt im Verbundgebiet des Saarländischen Verkehrsverbundes (SaarVV) in der Tarifzone 541.
Der Bahnhof wurde am 1. Juli 1848 als westlicher Endpunkt des Abschnittes Homburg–Kaiserslautern der Pfälzischen Ludwigsbahn eröffnet. Ein halbes Jahr später war in östlicher Richtung der Verkehr bis Frankenstein möglich. Am 1. Juni des Folgejahres wurde das Teilstück in westlicher Richtung bis Bexbach durchgebunden, womit er zum Durchgangsbahnhof wurde. Am 25. August 1849 war die Ludwigsbahn mit dem Lückenschluss zwischen Frankenstein und Neustadt auf voller Länge befahrbar. Aus ihr gingen später letztlich die Magistrale Mannheim–Saarbrücken sowie die Bahnstrecke Homburg–Neunkirchen hervor. Mit Eröffnung der Bahnstrecke Homburg–Zweibrücken im Jahr 1857 und der Glantalbahn nach Bad Münster wurde er zum Eisenbahnknotenpunkt. Beide Strecken wurden 1981 beziehungsweise 1989 stillgelegt. Seit 2006 markiert der Bahnhof außerdem den westlichen Endpunkt der Linie S1 der S-Bahn RheinNeckar.

## Lage
Der Bahnhof liegt relativ zentral und befindet sich rund 700 Meter von der Stadtmitte entfernt. Er teilt die Stadt in zwei Hälften; südlich von ihm erstreckt sich die Homburger Kernstadt, nördlich von ihm der Stadtteil Erbach. Vor dem Bahnhofsgelände befindet sich der Busbahnhof, ZOB (Zentraler Omnibusbahnhof) genannt, an dem sowohl Regionalbusse als auch die Stadtbusse verkehren.
Die Bahnstrecke Mannheim–Saarbrücken verläuft innerhalb des Bahnhofsbereiches aus Richtung Kaiserslautern von Nordost nach Südwest, ehe sie nach einer langgestreckten S-Kurve in Richtung Westsüdwest nach Saarbrücken führt. Die Strecke nach Neunkirchen verlässt den Bahnhof in einer halbkreisförmigen Kurve, um über Bexbach nach Neunkirchen zu gelangen. Die inzwischen stillgelegte Bahnlinie nach Zweibrücken verlief in südliche Richtung über Beeden und Schwarzenacker, um sich in Einöd mit der Bahnstrecke Landau–Rohrbach zu vereinigen und zusammen mit ihr nach Zweibrücken zu führen. Jedoch ist schon seit vielen Jahren im Gespräch, dass die Bahnstrecke Homburg–Zweibrücken wieder reaktiviert werden soll, einhergehend mit der Verlängerung der S1 der S-Bahn RheinNeckar über Homburg hinaus bis ins pfälzische Zweibrücken. Die ebenfalls stillgelegte Glantalbahn, die zwischen Homburg und dem Industriegebiet in Waldmohr bis Sommer 2014 vorhanden war, verlief nach Norden und kreuzte die Strecke nach Mannheim niveaufrei, um anschließend in einen Ausläufer des Pfälzerwaldes einzutreten.

## Geschichte

Gleisplan des Bahnhofs Homburg zum Stand von 1870

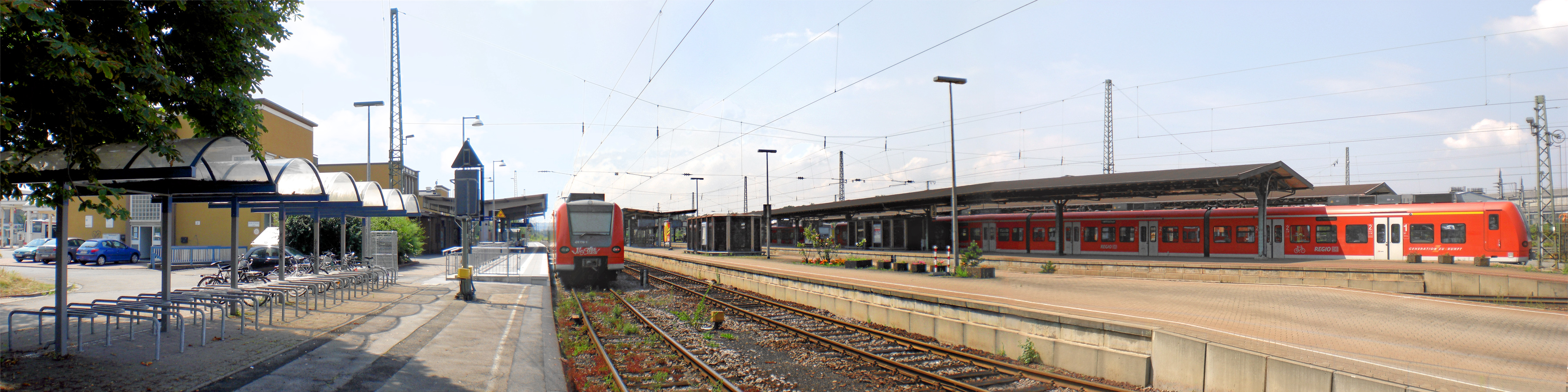
Blick über die Bahnsteige (Juli 2008)

Blick zum Haupteingang vom Busbahnhof (Januar 2018)

Im Zuge der Industrialisierung hatte das Königreich Bayern ein Interesse daran, die Kohlevorkommen bei Bexbach innerhalb der Pfalz (Bayern) mithilfe einer Eisenbahnlinie zum Rhein zu befördern. Dabei stand unter anderem zur Diskussion, ob die geplante Strecke auf direktem Weg nach Osten oder über den Umweg via Homburg geführt werden sollte. Der bayerische König Ludwig I. plädierte beispielsweise für eine Trasse der Relation Bexbach–Jägersburg–Vogelbach–Bruchmühlbach–Landstuhl.
Vor Ort gab es zum Teil Widerstand gegen einen möglichen Bahnanschluss, da eine erhöhte Lärm- und Rußbelästigung durch das neue Verkehrsmittel befürchtet wurde. Dennoch stimmte der Rat der Stadt dem Bahnbau zu, um einen wirtschaftlichen und industriellen Nachteil zu vermeiden. Für den Grunderwerb mussten innerhalb der Stadt 377 Gulden pro Morgen gezahlt werden.
Am 1. Juli 1848 wurde der Streckenabschnitt der Pfälzischen Ludwigsbahn zwischen Kaiserslautern und Homburg in Betrieb genommen, nachdem dort bereits vom 10. bis zum 15. Juli als Provisorium Züge gefahren waren. In seiner Anfangszeit war der Bahnhof darüber hinaus Umschlagplatz für Güter aus St. Ingbert und Zweibrücken.
Der Abschnitt Homburg–Bexbach folgte am 6. Juni 1849, ehe ab 25. August die Ludwigsbahn auf ihrer gesamten Länge von der Rheinschanze (später: Ludwigshafen) bis Bexbach befahrbar war. Am 20. Oktober 1850 erfolgte die Verlängerung über bayerisches Gebiet hinaus bis ins preußische Neunkirchen, 1852 war durchgängiger Personenverkehr bis nach Saarbrücken möglich. 1856 war außerdem der zweigleisige Ausbau der Ludwigsbahn abgeschlossen.

### Entwicklung zum Eisenbahnknotenpunkt
Bereits 1844 hatte sich in Zweibrücken ein Komitee gebildet, dass eine Zweigbahn von Homburg aus anstrebte. Zunächst stieß dieses Vorhaben jedoch in beiden Städten auf Widerstand. In Homburg wurden Befürchtungen laut, dass der Handel und das Gewerbe erheblichen Schaden hinnehmen müsse. In Zweibrücken beruhten die Vorbehalte hingegen darauf, dass die Stadt fortan erheblicher Rußbelästigung ausgesetzt sei.
Erst als die Pfälzische Ludwigsbahn von Ludwigshafen nach Bexbach fertiggestellt worden war, nahm der Eisenbahningenieur Paul Denis die Planungen auf und kam zu dem Ergebnis, dass eine Strecke von Homburg über Schwarzenacker und Einöd nach Zweibrücken rentabel sei. Nachdem die Bauarbeiten am 1. Juni 1856 begonnen hatten, wurde die Strecke bereits am 7. Mai 1857 eröffnet. Auf diese Weise wurde Homburg nach Schifferstadt (1847), Ludwigshafen (1853) und Neustadt an der Haardt (1855) der vierte Eisenbahnknotenpunkt innerhalb der Pfalz (Bayern).
Um die Kohlevorkommen der Stadt St. Ingbert sowie das dortige Eisenwerk an das Eisenbahnnetz anzuschließen, sollte zunächst eine Bahnlinie auf kürzestem Weg nach Homburg entstehen. Jedoch gelang es den Gemeinden entlang der Blies und des Würzbaches, eine Streckenführung über ihr Gebiet durchzusetzen; die Strecke sollte in Schwarzenacker von der bestehenden Bahn nach Zweibrücken abzweigen und über Hassel St. Ingbert erreichen. Das Teilstück Schwarzenacker–Hassel der „Würzbachbahn“ genannten Strecke wurde am 28. November 1866 eröffnet; der Lückenschluss bis St. Ingbert folgte am 1. Juni 1867. Die Züge wurden stets bis Homburg durchgebunden. Am 15. Oktober 1879 erfolgte zudem die Durchbindung der St. Ingberter Strecke bis nach Saarbrücken, wodurch eine zweite Bahnverbindung zwischen Homburg und Saarbrücken entstanden war.

### Umbau des Bahnhofs und Folgezeit
Der Verkehr stieg in der Folgezeit kontinuierlich an. Vor allem Kohlezüge aus Richtung Bexbach, die über Zweibrücken, Biebermühle und Landau nach Osten fuhren, mussten im Bahnhof aufwendig Kopf machen. Um dieses Problem zu lösen, wurde die westliche Wendung des Gleises nach Neunkirchen aufgegeben und so trassiert, dass eine Verbindungskurve zur Strecke nach Zweibrücken angelegt werden konnte. Letztere erhielt kurz nach Verlassen des Bahnhofs eine etwas höhere Trasse, die es zudem erlaubte, zwei Bahnübergänge aufzugeben. Der Platz der insgesamt 1800 Meter langen Ausmündung nach Neunkirchen erlaubte darüber hinaus, nicht benötigte Kohlenwagen abzustellen. 1878 war die Ausarbeitung des Projektes abgeschlossen, am 1. Februar des Folgejahres folgte die Genehmigung der bayerischen Regierung. Am 30. April 1879 gaben auch die Pfälzischen Eisenbahnen diesbezüglich grünes Licht. Die Strecke nach Zweibrücken erhielt außerdem ein zweites Gleis. Die Umbaumaßnahmen, die für den Bahnhofsbereich 327.000 Mark in Anspruch nahmen, begannen im Frühjahr 1880. Die Eröffnung erfolgte am 15. Oktober 1881.
Obwohl die Strecke nach Zweibrücken nun zweigleisig befahrbar war, befuhren diejenigen Züge, die über St. Ingbert Saarbrücken ansteuerten, lediglich das westliche Gleis. 1895 benutzten 159.000 Menschen den Bahnhof; das Güteraufkommen lag im selben Jahr bei 59.000 Tonnen.

### Strategischer Bahnbau

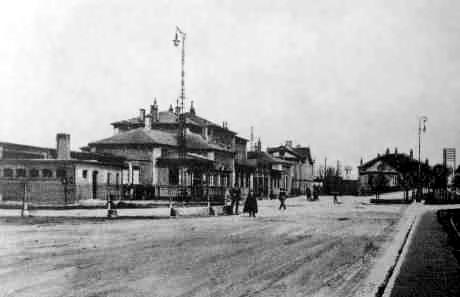
Empfangsgebäude (1902)

Bereits in den 1870er Jahren tauchten Pläne auf, eine vor allem militärischen Zwecken dienende Bahnstrecke von Bad Münster an der Nahetalbahn entlang des Glan bis zur Ludwigsbahn im Raum Homburg zu errichten. Zunächst scheiterten die Initiativen daran, dass entlang des besagten Flusses der Grenzverlauf zwischen Bayern und Preußen sehr unregelmäßig verlief und Uneinigkeit über Zinsgarantien bestand. Da ab den 1890er Jahren sich das deutsch-französische Verhältnis zunehmend verschlechterte, wurde der Bahnbau letztlich in Angriff genommen.
Nachdem die jüngere Verbindung nach Saarbrücken zwischen Würzbach und St. Ingbert bereits 1895 eine neue Trassierung über Rohrbach erhalten hatte, wurde am 1. Januar 1904 die aus strategischen Gründen erbaute Verbindung Homburg−Rohrbach für den Verkehr freigegeben. Da sie seither zudem die kürzestmögliche Verbindung nach Saarbrücken ermöglicht, wurde sie in den Folgejahren zunehmend Teil der heutigen Bahnstrecke Mannheim–Saarbrücken. Damit einhergehend verloren dadurch die Würzbachbahn und die Verbindung nach Neunkirchen an Bedeutung. Am 1. Mai 1904 wurde die ebenfalls strategische Glantalbahn nach Bad Münster eröffnet, nachdem der Abschnitt Homburg–Jägersburg-Waldmohr bereits seit dem Frühjahr 1903 von Kohlezügen von der Grube Nordfeld aus befahren worden war.

### Saareisenbahnen und Zweiter Weltkrieg (1920–1945)
Nach dem Ersten Weltkrieg wurde Homburg dem neu gebildeten, unter französischen Zollgebiet stehenden, Saargebiet zugeschlagen. In diesem Zusammenhang fanden im Bahnhof, der nun zur Direktion der Saareisenbahnen gehörte, für Züge in Richtung Osten fortan Zollkontrollen statt. In Zusammenhang mit der Zuordnung zu dieser neu geschaffenen Region erfolgte die Umbenennung des Bahnhofs in Homburg (Saar). Zudem verkehrten die Züge der ebenfalls dem Saargebiet zugeschlagenen Bliestalbahn, die bisher stets nach Zweibrücken fuhren, stattdessen ab Bierbach vorzugsweise nach Homburg. 1935 wurde das Saargebiet zurückgegliedert, wodurch die Zollkontrollen entfielen.
Im Zuge der Kampfhandlungen des Zweiten Weltkrieges fiel das Empfangsgebäude außerdem Luftangriffen zum Opfer.

### Eisenbahnen des Saarlandes (1945–1957)
Nachdem Homburg nach dem Zweiten Weltkrieg erneut von Deutschland abgetrennt worden war und dem nun „Saarland“ genannten Gebiet zugeschlagen worden war, fanden wieder Zollkontrollen statt; zudem fuhren nur wenige Zugpaare nach Osten in Richtung Kaiserslautern beziehungsweise Glan-Münchweiler, die ausschließlich den im Saarland beschäftigen Arbeitern dienten. Zuständig für den Bahnbetrieb waren nun die Eisenbahnen des Saarlandes (EdS). Die erneute Abtrennung der Saarregion führte dazu, dass die Züge der Bliestalbahn ab 1950 dauerhaft von beziehungsweise nach Homburg verkehrten. Erst mit der wirtschaftlichen Rückgliederung des Saarlandes Ende der 1950er Jahre verlor die Station ihren Status als Grenzbahnhof wieder, wodurch Homburg Teil der seit 1949 bestehenden Deutschen Bundesbahn (DB) wurde.
Da das bisherige Empfangsgebäude im Krieg zerstört worden war, diente in den ersten Nachkriegsjahren zunächst eine provisorische Holzbaracke als solches. 1954 begann der Neubau des Bahnhofs; bereits zwei Jahre später war das neue Empfangsgebäude fertiggestellt. 1959 erfolgte außerdem die Modernisierung des Vorplatzes.
Zur selben Zeit wurden die Glantalbahn sowie die Strecke nach Zweibrücken eingleisig zurückgebaut. Die erneute Abtrennung des Saarlandes hatte zudem zur Folge, dass auf dem Glantalbahnabschnitt Homburg–Glan-Münchweiler der Verkehr immer weiter zurückging. Grund war, dass der größte Teil dieser Verbindung im neu geschaffenen Rheinland-Pfalz lag und eine damit einhergehende Konzentration der Verkehrsströme in Richtung Kaiserslautern stattfand.

### Deutsche Bundesbahn (1957–1993)
Am 8. März 1960 wurde die Elektrifizierung des Bahnhofs Homburg mit der E 41 120 von Saarbrücken aus begonnen. Am 28. Mai des Folgejahres hing der Fahrdraht bis Kaiserslautern, ehe ab 12. März 1964 durchgängiger elektrischer Betrieb von Saarbrücken bis Mannheim möglich war. Am 19. Mai 1966 wurde die Strecke nach Neunkirchen ebenfalls elektrifiziert.
1965 wurden zwei Eilzugpaare zwischen Zweibrücken und Mainz eingerichtet, die über Homburg verkehrten. Initiator dieser Verbindung war der damalige Zweibrücker Oberbürgermeister Oskar Munzinger, der zu diesem Zeitpunkt auch Landtagsabgeordneter von Rheinland-Pfalz war und seine beiden Arbeitsplätze miteinander verbunden haben wollte. Im Volksmund wurden diese Züge deshalb als „Munzinger-Express“ bezeichnet. Aufgrund des inzwischen stillgelegten Glantalbahnabschnitts Odernheim–Bad Münster mussten diese Züge nach Staudernheim fahren, dort Kopf machen und anschließend Richtung Osten die Nahetalbahn benutzen. 1967 verkehrte ein weiteres Zugpaar zwischen Homburg und Gau Algesheim. Ab 1970 waren diese Verbindungen offiziell nur noch Nahschnellverkehrszüge, ehe sie 1979 komplett eingestellt wurden.
In der Folgezeit verlor der Bahnhof jedoch durch Streckenstilllegungen an Bedeutung. Bereits 1981 wurde auf der Glantalbahn der Personenverkehr zwischen Homburg und Glan-Münchweiler eingestellt; fortan fuhren nur noch Übergabegüterzüge bis Schönenberg-Kübelberg, ab 1989 nur noch zum Industriegebiet von Waldmohr, ehe der dortige Verkehr Anfang 1995 ebenfalls eingestellt wurde. 1989 endete der Verkehr nach Zweibrücken und 1991 der Verkehr nach Reinheim an der Bliestalbahn.
Am 6. März 1991 verkehrte der erste EuroCity (EC 56 Goethe) wenige Tage später, am 22. März 1991 der erste InterCity (IC 26). Im Sommer und Herbst 1991 wurden die Gleise für den Hochgeschwindigkeitsbetrieb umgebaut.

### Deutsche Bahn (seit 1994)

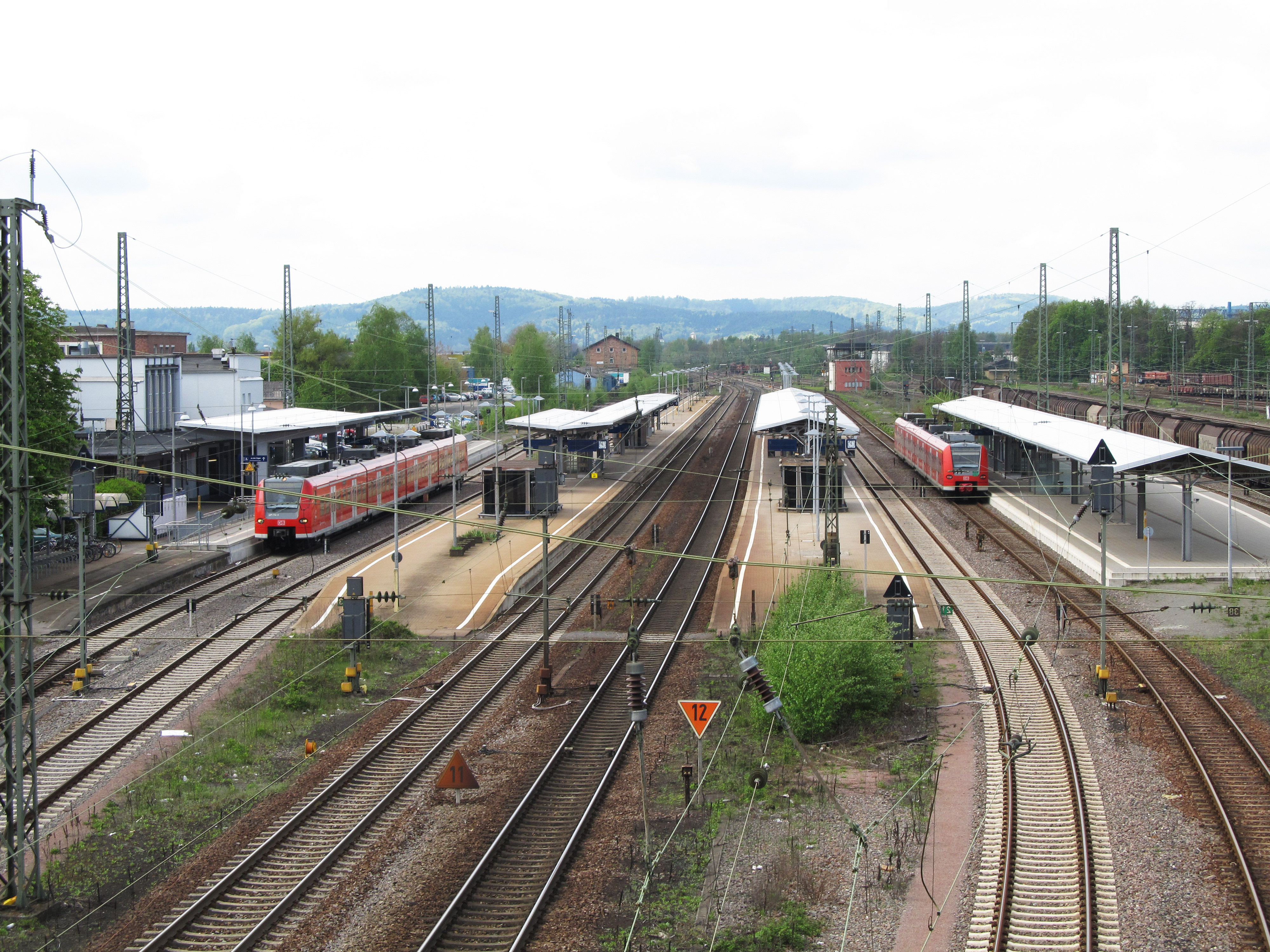
Bahnhofsgebäude und Gleise (2012)

Der erste planmäßige ICE erreichte den Bahnhof jedoch erst 2000. In den folgenden Jahren wurde der Bahnhof und das Umfeld stets modernisiert, unter anderem mit elektronischen Anzeigetafeln für abgehende Zug- und Busverbindungen, Aufzüge an allen Gleisen sowie elektronische Gleisanzeiger. Hinzu kamen überdachte Fahrradparkplätze. Verschiedene Bahnsteige wurden modernisiert, so auch Bahnsteig 1, welcher der S-Bahn RheinNeckar vorbehalten ist. Im Jahr 2006 war die Modernisierung des Bahnsteiges 4 (Gleise 7 und 8) abgeschlossen. 2010 wurden auf den Bahnsteigen 2, 3 und 4 (Gleise 3 bis 8) die Bahnsteigdächer verkürzt und erneuert. Alle vier Bahnsteige (Gleise 1 bis 8) erhielten neue Beleuchtungs- und Beschallungsanlagen. Ende 2006 erfolgte die Verlängerung der Linie S1 der S-Bahn RheinNeckar bis nach Homburg, die zuvor seit 2003 in Kaiserslautern endete.
Ein Jahr später wurden die Bahnsteige mit Videokameras ausgestattet, im Juni 2010 wurden die Überdachungen ersterer erneuert.
Im Zuge der Konjunkturprogramme wurde das Empfangsgebäude mit energetischen Maßnahmen durch die DB Station&Service AG saniert. Außerdem profitierte die Empfangshalle von einigen nötig gewordenen kosmetischen Maßnahmen und erhielt eine neue Beleuchtung.
Der Bahnhof Homburg gehört der Preisklasse 3 an (Regionalknoten mit möglichem Fernverkehrshalt). Die Bahn beschreibt die Serviceleistungen in dieser Preisklasse mit Hauptbahnhöfen meist mittelgroßer Städte, mit Serviceangeboten bis in den Abend.

## Bauwerke

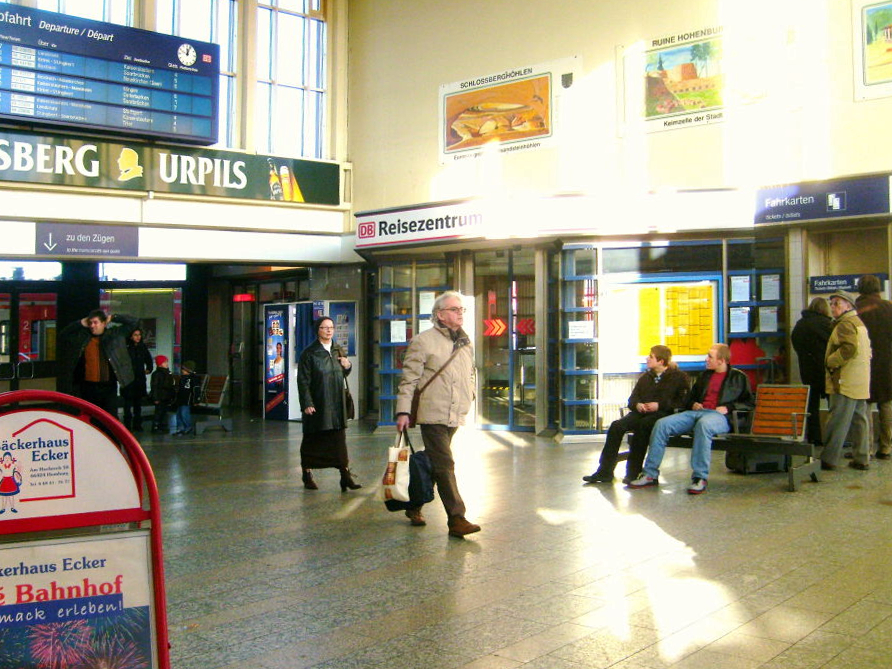
Bahnhofshalle in Homburg

Das ursprüngliche Empfangsgebäude erfuhr im Laufe der Jahre mehrere Umbauten. Der Mitteltrakt besaß zwei Geschosse. Seine Längsachse verlief parallel zu den Gleisen und war mit fünf Fensterachsen ausgestattet. Im Zweiten Weltkrieg wurde es im Zuge eines Luftangriffs zerstört.
Das heutige Bahnhofsgebäude wurde Anfang der 1950er Jahre fertig gestellt. In ihm sind Fahrkartenautomaten, öffentliche Fernsprecher, Schließfächer, Toiletten – auch für Behinderte –, ein Bistro-Café, eine Bahnhofsbuchhandlung, ein Restaurant, ein Fotoautomat und ein Reiseshop mit Toto/Lotto untergebracht. Das DB-Reisecenter innerhalb des Gebäudes ist täglich geöffnet. Links und rechts vom Bahnhofsgebäude gibt es einen offenen Nebenzugang zu allen Gleisen und zu den Fahrkartenautomaten am Gleis 1, aber nicht in das Empfangsgebäude.
Der Bahnhofsvorplatz ist vermietet, so dass dieser nicht mehr kostenlos als Parkplatz benutzt werden kann. Wenige Meter vom Bahnhof entfernt stehen in einer Buswendeschleife kostenlose Parkflächen zur Verfügung.

## Verkehr

### Fernverkehr
Einzelne Züge der Gattungen EC, IC und ICE verbinden Homburg umsteigefrei mit Frankfurt am Main, Erfurt, Berlin, Stuttgart, München, Salzburg und Graz. Der ICE-Systemhalt auf der Strecke Frankfurt–Paris besteht seit Dezember 2007 nicht mehr; Homburg wird lediglich von einem Zugpaar der ICE-Linie 15 bedient, siehe Liste der Intercity-Express-Bahnhöfe. Das Eurocity/Intercity-Zugpaar Saarbrücken–Stuttgart (–Graz) gehört zur Linie 62.
| Zuggattung | Verlauf                                                                                               | Frequenz            |
| ---------- | --- | ------------------- |
| ICE        | Saarbrücken – Homburg (Saar) – Kaiserslautern – Mannheim – Frankfurt (Main) – Erfurt – Halle – Berlin | ein Zugpaar täglich |
| ICE        | Saarbrücken – Homburg (Saar) – Kaiserslautern – Mannheim – Stuttgart – Ulm – München                  | ein Zugpaar täglich |
| EC         | Saarbrücken – Homburg (Saar) – Mannheim – Stuttgart – München – Salzburg – Graz                       | ein Zugpaar täglich |

### Regionalverkehr
In den ersten Monaten nach der Eröffnung verkehrten zwischen Homburg und Kaiserslautern insgesamt drei Zugpaare. 1884 gab es durchgehende Verbindungen der Relation Neunkirchen–Homburg–Kaiserslautern–Schifferstadt–Ludwigshafen–Worms. Mit Inkrafttreten des Rheinland-Pfalz-Taktes am 14. Dezember 2014 bedienen folgende Züge den Homburger Hauptbahnhof (die RB 74 verkehrte ursprünglich nur halbstündlich):
| Linie                    | Zuglauf | Taktfrequenz                                |
| ------------------------ | --- | ------------------------------------------- |
| RE 1                     | Koblenz – Trier – Dillingen (Saar) – Saarbrücken – Homburg (Saar) – Kaiserslautern – Neustadt (Weinstr) – Ludwigshafen (Rhein) Mitte – Mannheim                        | Stundentakt                                 |
| RB 70                    | Kaiserslautern – Landstuhl – Bruchmühlbach-Miesau – Homburg (Saar) – St. Ingbert – Saarbrücken – Dillingen (Saar) – Merzig (Saar)                                      | Stundentakt                                 |
| RB 71                    | Homburg (Saar) – St. Ingbert – Saarbrücken – Dillingen (Saar) – Merzig (Saar) – Saarburg (Bz Trier) – Trier                                                            | Stundentakt                                 |
| RB 74                    | Illingen (Saar) – Wemmetsweiler – Neunkirchen (Saar) – Homburg (Saar)                                                                                                  | Stündlich, Neunkirchen–Homburg 3× stündlich |
| RB 76                    | Saarbrücken – Wemmetsweiler – Neunkirchen (Saar) – Homburg (Saar) | 4× täglich                                  |
| S 1                      | Homburg (Saar) – Kaiserslautern – Neustadt (Weinstr) – Ludwigshafen (Rhein) Hbf – Mannheim – Heidelberg – Eberbach – Mosbach-Neckarelz – Mosbach (Baden) – Osterburken | Stundentakt                                 |
| S 3                      | Homburg (Saar) – Kaiserslautern – Neustadt (Weinstr) – Ludwigshafen (Rhein) – Mannheim – Heidelberg – Karlsruhe                                                        | Werktäglich ein Morgenzug.                  |
| Stand: 15. Dezember 2024 | |                                             |

Durch die Regionalbahnen der Relationen Trier Hbf – Homburg (Saar) Hbf und Merzig (Saar) Hbf – Kaiserslautern Hbf ergibt sich ein Halbstundentakt auf dem Abschnitt Merzig (Saar) Hbf – Homburg (Saar) Hbf. Überdies ist die taktverdichtende Regionalbahn von Homburg (Saar) Hbf nach Neunkirchen (Saar) Hbf fahrplanmäßig so eingebunden, dass nur noch ein Triebfahrzeug eingesetzt werden muss, da die Rückfahrt nach Homburg (Saar) Hbf nach einem nur kurzen Aufenthalt in Neunkirchen (Saar) Hbf stattfindet.
Im Jahr 2021 verkehrte die RB 74 stündlich, taktverdichtend gibt es die Verbindung Homburg (Saar) – Neunkirchen (Saar) ca. 20/40 Minuten versetzt. Montags bis freitags fahren vier (ab Homburg) beziehungsweise drei (an Homburg) Züge Homburg (Saar) – Neunkirchen (Saar) – Saarbrücken als RB 76.

### Güterverkehr

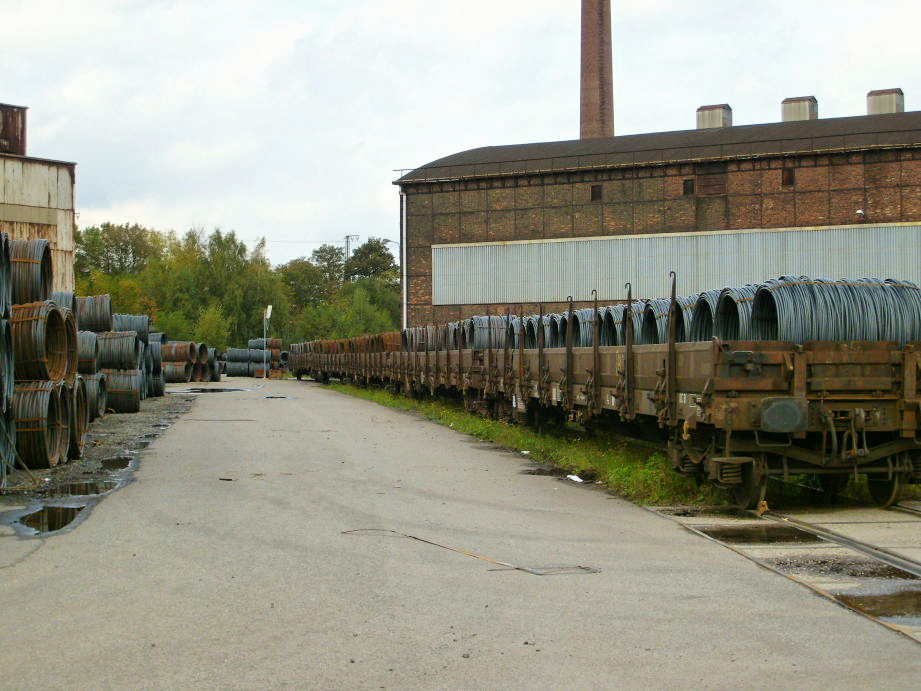
Gütergleis in Homburg, Industriegebiet Mitte

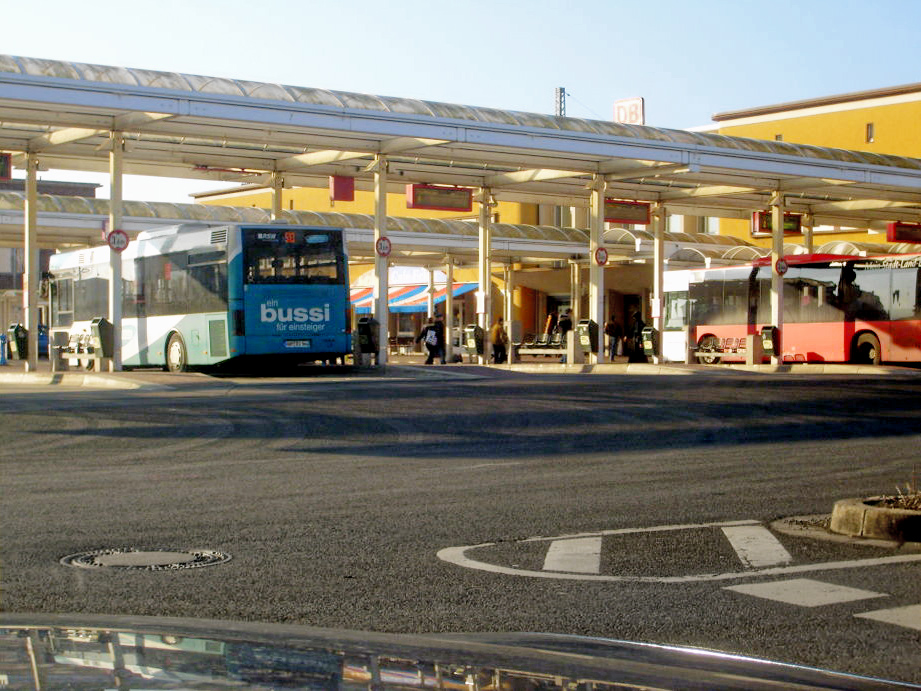
Busbahnhof

Neben dem Personenbahnhof gibt es 17 Gleise, die dem Güterverkehr zugeteilt sind. Davon werden die Gleise 9, 11, 12, 13 und 14 durch die Betriebszentrale Karlsruhe überwacht, die übrigen 12 gehören zum Ortsstellbereich des Stellwerks R1 im Bahnhof selbst und werden vorrangig als Abstell- und Rangiergleise genutzt. Daneben werden zwei der drei Industriegebiete über je ein Anschlussgleis versorgt. Weiterhin gibt es ein Anschlussgleis der Strecke nach Bexbach zum Gelände des ehemaligen Bundeswehrdepots in Homburg. Während des Zweiten Weltkrieges gab es weiteren Güterverkehr ab dem Bahnhof Homburg-Eichelscheid nach Bechhofen mit einer Feldbahnstrecke.
Anfang des 20. Jahrhunderts zweigte von den Gleisen in Richtung Zweibrücken ein Anschluss ab, der zu mehreren Unternehmen wie dem Kraftwerk Rheinpfalz, zur Glasfabrik Gebr. Sigwart & Möhrle, in einer Pflug- und einer Tonwarenfabrik führte.
Während die Personenzüge der Glantalbahn die Hauptstrecke aus Richtung Mannheim niveaufrei unterquerten, existierte für die Güterzüge dieser inzwischen stillgelegten Strecke ein gesondertes Gleis, das auf direktem Weg in den Bahnhof führte. In diesem Bereich besaß das Industriegebiet Homburg-Ost einen Anschluss mit einem Ausweichgleis. Wichtigster Kunde war dort das Unternehmen Michelin, das stets am Werktag bedient wurde. Noch in den 1970er Jahren wurden pro Woche drei Bedienungen pro Woche getätigt. Zwei Jahrzehnte später war das inzwischen auf die Straße verlagerte Aufkommen so gering, dass pro Woche maximal eine Bedienung stattfand. Ebenfalls über Anschlussgleise verfügten INA (Schaeffler-Gruppe) und Robert Bosch GmbH, obwohl sie selten befahren wurden.
Ein Ausziehgleis, das früher als zweites Gleis der Glantalbahn fungierte, führt zum ehemaligen Neunkircher Eisenwerk. Seine Bedienung zur heute dort ansässigen Saar Blankstahl GmbH erfolgt ausschließlich durch Rangierzüge. Zuständig dafür war bis zu den 1970er Jahren eine private Dampflokomotive und später zwei Dieselloks. Der entsprechende Gleisanschluss existiert bereits seit 1904.

### Busverkehr
Die Linien der städtischen Busse fahren den Homburger Bahnhof von 05:30 Uhr bis 22:40 Uhr an. Die Linie R7 des Regiobusses nach Zweibrücken fährt von 04:45 Uhr bis 00:25 Uhr des nächsten Tages von Homburg ab. Die Stadtbuslinien 511 und 512 verbinden den Hauptbahnhof mit den Universitätskliniken des Saarlandes in Homburg. Die Linie 501 fährt bis nach Kleinblittersdorf und ersetzt die Bliestalbahn. Vor dem Bahnhof Homburg sind 24 Stunden am Tag Taxis in Fahrbereitschaft.
| Linie     | Linienverlauf | Takt                |
| --------- | --- | ------------------- |
| 238       | Homburg – Bechhofen – Lambsborn – Martinshöhe | 7 Busse werktäglich |
| R8/280    | Homburg – Waldmohr – Konken – Kusel | 60 min.             |
| 501       | Homburg – Beeden – Lautzkirchen – Blieskastel – Breitfurt / Blickweiler – Bliesdalheim – Gersheim – Reinheim – Habkirchen – Bliesmengen-Bolchen – Kleinblittersdorf | 60 min.             |
| 505       | Homburg – Erbach – Reiskirchen – Jägersburg – Höchen – Frankenholz – Bexbach                                                                                        | 60 min.             |
| 508       | Bexbach – Niederbexbach – Altstadt – Limbach – Homburg | 60 min.             |
| 511       | Hauptbahnhof – Talstraße – Uni Parkhaus – Kirrberg | 30 min.             |
| 512       | Hauptbahnhof – Talstraße – Saarpfalz-Gymnasium – Uni Haupteingang – Birkensiedlung                                                                                  | 30 min.             |
| 513       | Hauptbahnhof – Talstraße – Sanddorf – Bruchhof | 30 min.             |
| 514       | Hauptbahnhof – Inastraße – Wilmersdorfer Straße – Buschstraße – Hauptbahnhof                                                                                        | 30 min.             |
| 515       | Hauptbahnhof – Buschstraße – Wilmersdorfer Straße – Inastraße – Hauptbahnhof                                                                                        | 30 min.             |
| R7        | Zweibrücken – Einöd – Schwarzenbach – Birkensiedlung – Homburg | 30 min.             |
| R14 / 507 | Homburg – Beeden – Lautzkirchen – Blieskastel – Biesingen – Aßweiler – Ormesheim – Habkirchen – Bliesmengen-Bolchen – Kleinblittersdorf                             | 60 min.             |

## Unfälle
- Mitten in den Kampfhandlungen des Ersten Weltkrieges erfolgte am 9. Februar 1917 ein Luftangriff auf den Bahnhof. Dies hatte zur Folge, dass dort ein Durchgangszug entgleiste.[32]
- An Pfingsten 1955 entgleisten im Homburger Hauptbahnhof einige Wagen, so dass die Bahnstrecke Mannheim–Saarbrücken zwischen Homburg und Landstuhl für die Dauer einiger Stunden gesperrt war. Währenddessen wurden die Züge über Glan-Münchweiler unter Benutzung von Teilabschnitten der Glantalbahn und der Bahnstrecke Landstuhl–Kusel umgeleitet.[19]